# Paul Lannoye
Paul Lannoye (Sprimont, 22 juni 1939 - Hornu, 4 december 2021) was een Belgisch senator en Europarlementariër.

## Levensloop
Als licentiaat in de wetenschappen aan de Université libre de Bruxelles, werd Lannoy van 1962 tot 1974 assistent aan de faculteiten Wetenschappen en Toegepaste Wetenschappen aan de ULB. Vervolgens was hij van 1974 tot 1977 werkhoofd bevoegd voor de faculteit wiskunde en het fysisch instituut aan de ULB om dan van 1979 tot 1986 als onderzoeker te werken aan de Universiteit van Namen.
Eind jaren '60 trad de Waalsgezinde Lannoye toe tot de Rassemblement Wallon en werd in 1971 in opvolging van Pierre Waucquez voorzitter van de partijafdeling van het arrondissement Namen. Toen hij in 1972 voorstelde om de cumul tussen partijbestuurslid en een politieke functie te verbieden, was zijn partijafdeling het daar niet mee eens en kort nadien werd hij ook uit het RW gezet.
In 1975 was hij de oprichter van de ecologische beweging Amis de la Terre en in 1980 was hij eveneens medeoprichter van de partij Ecolo. Van deze partij was Lannoye van 1980 tot 1984, van 1985 tot februari 1986 en van mei 1986 tot 1988 federaal secretaris en van 1985 tot februari 1986 en van mei 1986 tot 1988 woordvoerder.
Van 1987 tot 1989 zetelde hij voor Ecolo in de Belgische Senaat als gecoöpteerd senator en vervolgens was hij van 1989 tot 2004 lid van het Europees Parlement, waar hij van 1990 tot 1994 en van 1999 tot 2001 de voorzitter van de groene fractie was.
In 2004 verliet Lannoye Ecolo echter omdat hij het niet eens was met de nieuwe politieke strategieën van zijn partij. Vervolgens richtte hij de ecologische beweging GRAPPE op en in 2013 was hij tevens medeoprichter van de linkse partij Rassemblement R, waar hij de politieke en wetenschappelijke adviseur van werd.